# Mistrzostwa Stanów Zjednoczonych w Lekkoatletyce 2010
Mistrzostwa Stanów Zjednoczonych w Lekkoatletyce 2010 – zawody lekkoatletyczne, które odbywały się na stadionie Drake University w Des Moines w stanie Iowa od 24 do 27 czerwca.

## Rezultaty
| PB – rekord życiowy \| SB – najlepszy wynik w sezonie \| NR – rekord Stanów Zjednoczonych |

### Mężczyźni

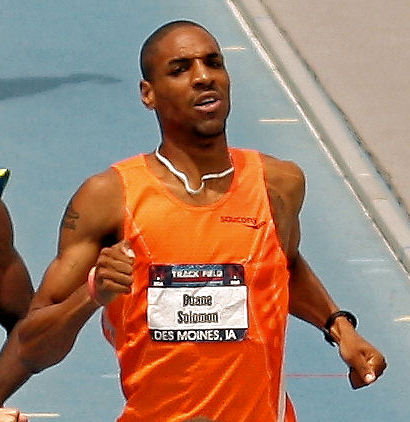
Duane Solomon – srebrny medalista na 800 metrów

| Konkurencja:                  | 1. miejsce         | Rezultat   | 2. miejsce       | Rezultat     | 3. miejsce        | Rezultat     |
| Bieg na 100 m                 | Walter Dix         | 10.04      | Trell Kimmons    | 10.27        | Ivory Williams    | 10.29        |
| Bieg na 200 m                 | Wallace Spearmon   | 19.77w     | Walter Dix       | 20.14w       | Xavier Carter     | 20.29w       |
| Bieg na 400 m                 | Greg Nixon         | 44.61 PB   | LeJerald Betters | 44.71 PB     | Jamaal Torrance   | 44.80 PB     |
| Bieg na 800 m                 | Nick Symmonds      | 1:45.98    | Duane Solomon    | 1:47.16      | Jacob Hernandez   | 1:47.23 SB   |
| Bieg na 1500 m                | Lopez Lomong       | 3:50.83    | Leonel Manzano   | 3:50.91      | Will Leer         | 3:51.63      |
| Bieg na 5000 m                | Bernard Lagat      | 13:54.08   | Tim Nelson       | 13:54.80 SB  | Andrew Bumbalough | 13:55.16     |
| Bieg na 10 000 m              | Galen Rupp         | 28:59.29   | Edward Moran     | 29:03.07 SB  | Patrick Smyth     | 29:18.13     |
| Bieg na 3000 m z przeszkodami | Daniel Huling      | 8:27.87    | Ben Bruce        | 8:30.87      | Steve Slattery    | 8:33.23      |
| Bieg na 110 m przez płotki    | David Oliver       | 12.93 PB   | Ryan Wilson      | 13.17 SB     | Ronnie Ash        | 13.19 PB     |
| Bieg na 400 m przez płotki    | Bershawn Jackson   | 47.32 SB   | Johnny Dutch     | 47.63 PB     | Michael Tinsley   | 48.72        |
| Chód na 20 000 m              | John Nunn          | 1:29:21.60 | Tim Seaman       | 1:33:10.21   | Patrick Stroupe   | 1:34:53.30   |
| Skok wzwyż                    | Jesse Williams     | 2.26       | Tora Harris      | 2.26 SB      | Jamie Nieto       | 2.23         |
| Skok o tyczce                 | Mark Hollis        | 5.60       | Derek Miles      | 5.60         | Jason Colwick     | 5.50         |
| Skok w dal                    | Dwight Phillips    | 8.37       | Trevell Quinley  | 8.20 SB      | Chris Phipps      | 8.12 PB      |
| Trójskok                      | Kenta Bell         | 17.02 SB   | Christian Taylor | 16.76        | Lawrence Willis   | 16.69w       |
| Pchnięcie kulą                | Christian Cantwell | 21.65      | Reese Hoffa      | 21.33 SB     | Adam Nelson       | 20.84 SB     |
| Rzut dyskiem                  | Casey Malone       | 62.57      | Jason Young      | 61.15        | Jarred Rome       | 61.03        |
| Rzut młotem                   | Jake Freeman       | 76.51 SB   | Kibwe Johnson    | 76.31 PB     | Andrew Loftin     | 75.42 PB     |
| Rzut oszczepem                | Sean Furey         | 79.86 SB   | Mike Hazle       | 78.91 SB     | Craig Kinsley     | 78.10 PB     |
| Dziesięciobój                 | Jake Arnold        | 8215 pkt.  | Tom Pappas       | 8101 pkt. SB | Joe Detmer        | 8009 pkt. PB |

### Kobiety

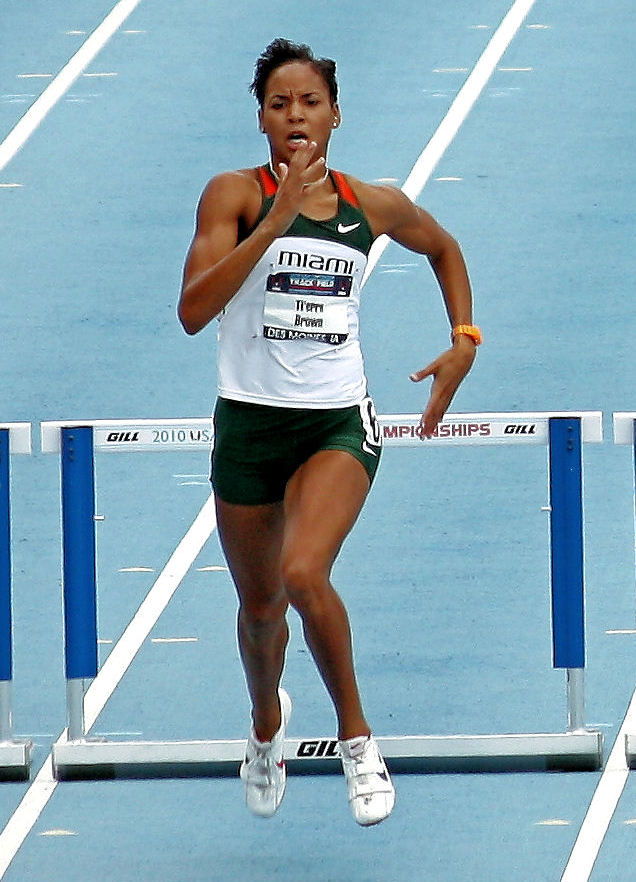
Ti’erra Brown triumfowała w biegu na 400 metrów przez płotki

| Konkurencja:                  | 1. miejsce       | Rezultat      | 2. miejsce          | Rezultat      | 3. miejsce              | Rezultat    |
| Bieg na 100 m                 | Allyson Felix    | 11.27 SB      | LaShaunte'a Moore   | 11.34         | Tianna Madison          | 11.43       |
| Bieg na 200 m                 | Consuella Moore  | 22.40 PB      | Shalonda Solomon    | 22.47 SB      | Porscha Lucas           | 22.57       |
| Bieg na 400 m                 | Debbie Dunn      | 49.64 PB      | Francena McCorory   | 50.52 PB      | Natasha Hastings        | 50.53 SB    |
| Bieg na 800 m                 | Alysia Johnson   | 1:59.87       | Maggie Vessey       | 2:00.43       | Phoebe Wright           | 2:00.47 PB  |
| Bieg na 1500 m                | Anna Pierce      | 4:13.65       | Erin Donohue        | 4:13.87       | Shannon Rowbury         | 4:14.41     |
| Bieg na 5000 m                | Lauren Fleshman  | 15:28.70 SB   | Molly Huddle        | 15:30.89      | Jennifer Barringer      | 15:33.33 SB |
| Bieg na 10 000 m              | Amy Begley       | 32:06.45 SB   | Lisa Koll           | 32:11.72      | Desiree Davila          | 32:22.32    |
| Bieg na 3000 m z przeszkodami | Lisa Aguilera    | 9:53.59       | Nicole Bush         | 9:56.08       | Lindsay Allen           | 9:59.19 SB  |
| Bieg na 100 m przez płotki    | LoLo Jones       | 12.69         | Kellie Wells        | 12.84 SB      | Damu Cherry             | 12.86       |
| Bieg na 400 m przez płotki    | Ti’erra Brown    | 54.85         | Nicole Leach        | 55.83         | Fawn Dorr               | 55.99       |
| Chód na 20 000 m              | Maria Michta     | 1:39:46.12    | Joanne Dow          | 1:43:18.14    | Lauren Forgues          | 1:44:37.68  |
| Skok wzwyż                    | Chaunte Lowe     | 2.05 NR PB    | Liz Patterson       | 1.91 PB       | Brigetta Barrett        | 1.91 PB     |
| Skok o tyczce                 | Jenn Suhr        | 4.89 SB       | Becky Holliday      | 4.60 PB       | Mary Saxer              | 4.50 PB     |
| Skok w dal                    | Brittney Reese   | 7.08w         | Chaunte Lowe        | 6.90 PB       | Brianna Glenn           | 6.81 PB     |
| Trójskok                      | Erica McLain     | 14.18w        | Shakeema Welsch     | 14.07 SB      | Toni Smith              | 13.69       |
| Pchnięcie kulą                | Jillian Camarena | 19.13 PB      | Michelle Carter     | 18.46         | Sarah Stevens           | 18.23       |
| Rzut dyskiem                  | Becky Breisch    | 63.34         | Gia Lewis-Smallwood | 62.18         | Stephanie Brown Trafton | 59.98       |
| Rzut młotem                   | Amber Campbell   | 71.52         | Jessica Cosby       | 71.24 SB      | Britney Henry           | 69.57       |
| Rzut oszczepem                | Kara Patterson   | 66.67 NR PB   | Rachel Yurkovich    | 56.31         | Alicia DeShasier        | 55.53 PB    |
| Siedmiobój                    | Hyleas Fountain  | 6735w pkt. PB | Sharon Day-Monroe   | 6006w pkt. SB | Bettie Wade             | 5966w pkt.  |